# Demoniah
Demoniah is een personage uit de stripboeken rond De Rode Ridder.
Demoniah wordt beschreven als een duivelin in mensengedaante. De zwartharige vrouw is de dienares van de slechte god Bahaal en kan haar gedaante verwisselen. Als tegenpool van de fee Galaxa is ze de verpersoonlijking van het kwaad.
Ze verscheen voor de eerste keer in album 109: De leeuw van Vlaanderen.